# Орден Карла XIII
Орден Карла XIII (швед. Carl XIII:s orden) — награда Швеции. Является орденом под покровительством короля, имея официальный статус, в то же время, не является наградой государства.

## Статут
Шведский орден заслуг был основан королём Карлом XIII 27 мая 1811 года и состоит только из одной степени:
1. Кавалер (швед. Riddare; сокращённо: RCXIII:sO)

Орден предназначен для награждения масонов высших степеней Шведского устава.
Орденом награждаются:
- Члены королевской семьи Швеции (без ограничения количества награждённых)
- Иностранцы (не более 7 человек)
- Шведские масоны (не более 30 светских лиц и 3 духовных)

Карл XIII установил, что кавалер не может быть младше 36 лет и должен иметь 10 и 11 градус в соответствии со шведским масонским уставом.

## Знаки ордена
Крест четырёхконечный, красный с золотым ободком, на красной ленте. Крест имеет в центре инициалы учредителя, на другой стороне расположена масонская эмблема.

## Управление орденом
Великим магистром ордена является Король Швеции.

## Иллюстрации

Знак ордена на шейной ленте
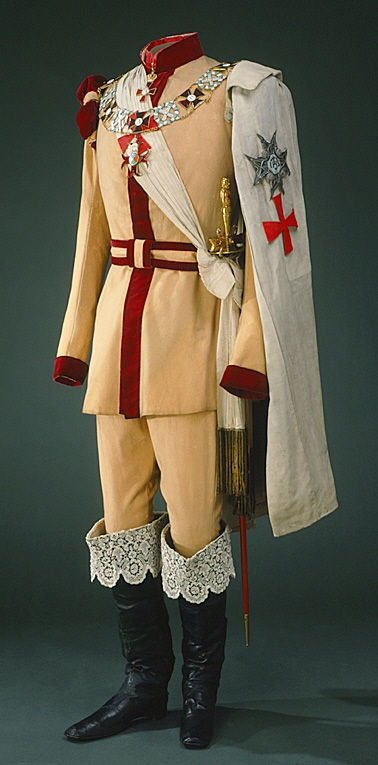
Орденский костюм
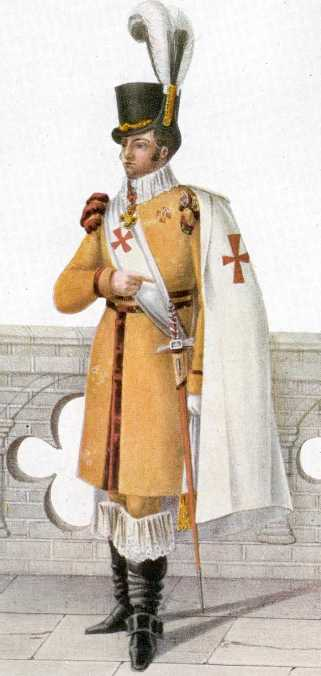
Кавалер ордена в орденском одеянии
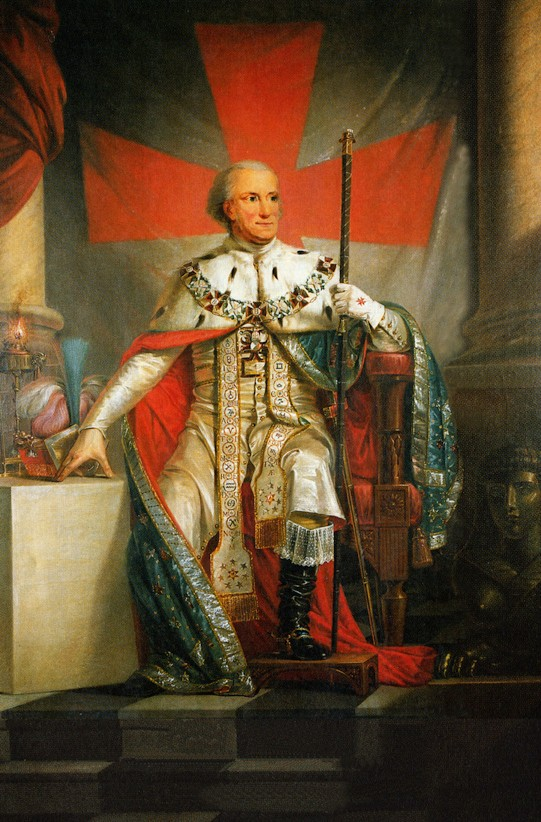
Великий магистр ордена, король Карл XIII
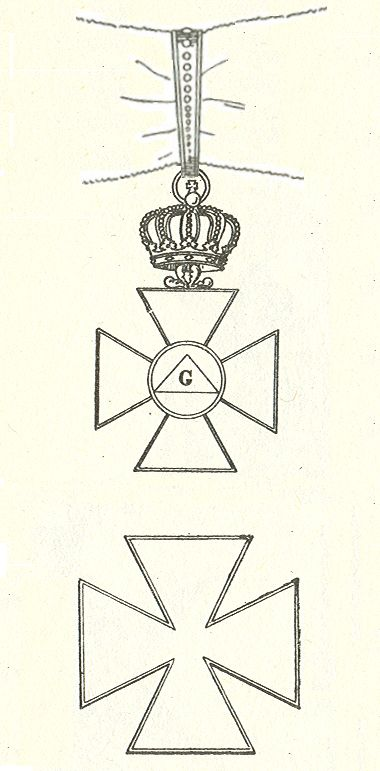
Знак и звезда ордена